# Gouvernorat du Kef
Pour les articles homonymes, voir Kef.
Le gouvernorat du Kef (arabe : ولاية الكاف), créé le 21 juin 1956, est l'un des 24 gouvernorats de la Tunisie. Il est situé dans le nord-ouest du pays, à la frontière algéro-tunisienne, et couvre une superficie de 4 965 km2, soit 3 % de la superficie du pays. Il abrite en 2024 une population de 237 686 habitants. Son chef-lieu est Le Kef.

## Géographie

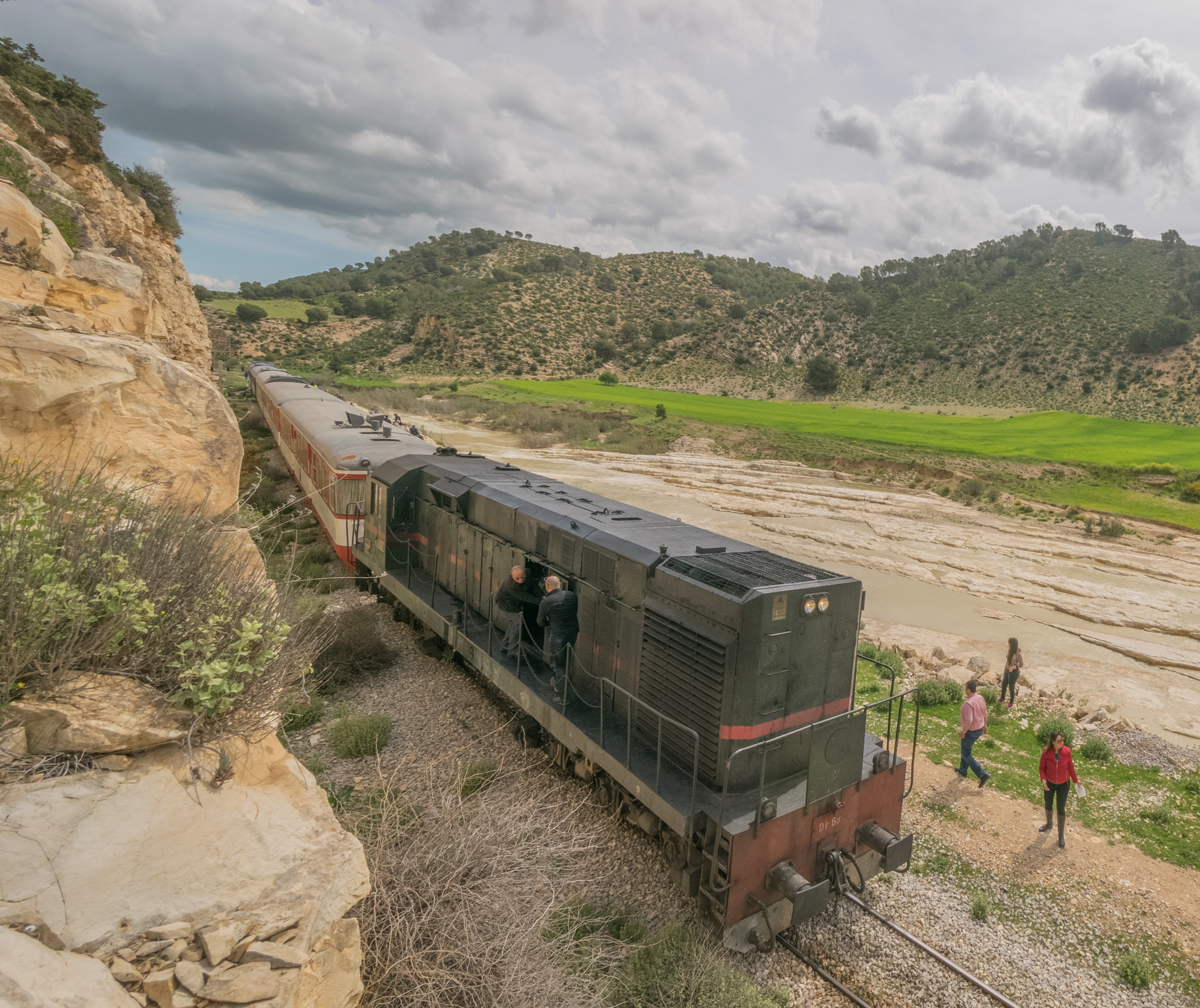
Train traversant une vallée.

Le gouvernorat du Kef est situé dans la région du Tell supérieur, à 175 kilomètres de Tunis. Il est limité par les gouvernorats de Jendouba au nord, Siliana à l'est et Kasserine au sud, et par la wilaya algérienne de Souk Ahras à l'ouest (145 kilomètres de frontière).
Son relief se compose de chaînes montagneuses dotées d'une altitude moyenne de 700 mètres. Parmi les principaux massifs montagneux (djebels) figurent le djebel Lobreus (809 mètres), le djebel El Houdh (955 mètres), le djebel Maïza (887 mètres), la Table de Jugurtha (1 255 mètres), le djebel Slata (1 103 mètres) et le djebel Eddyr (1 084 mètres).
Le climat semi-aride est particulièrement sec dans la partie ouest et sud-ouest du gouvernorat. Les précipitations annuelles sont estimées entre 400 et 500 millimètres et peuvent franchir les 1 000 millimètres, alimentant ainsi plusieurs barrages dont le barrage Mellègue. Le gouvernorat connaît également quelques chutes de neige vers le mois de janvier.
Administrativement, il est découpé en douze délégations, quinze municipalités et 87 imadas,.
| Délégation                                    | Population en 2024 (habitants) |
| --------------------------------------------- | ------------------------------ |
| Dahmani                                       | 25 285                         |
| Jérissa                                       | 8 613                          |
| El Ksour                                      | 14 686                         |
| Kalâat Khasba                                 | 5 663                          |
| Kalaat Senan                                  | 13 517                         |
| Kef Est                                       | 41 561                         |
| Kef Ouest                                     | 37 538                         |
| Nebeur                                        | 18 651                         |
| Sakiet Sidi Youssef                           | 16 173                         |
| Sers                                          | 23 024                         |
| Tajerouine                                    | 27 112                         |
| Touiref                                       | 5 863                          |
| Sources : Institut national de la statistique |                                |

## Politique

### Gouverneurs
Le gouvernorat du Kef est dirigé par un gouverneur dont la liste depuis l'indépendance est la suivante :
- Ahmed Bellalouna (1956-1957)
- Béchir Bellagha (1957-1960)
- Hédi Mabrouk (1960-1961)
- Mohamed Triki (1961-1964)
- Abdessalem Kallel (1964-1969)
- Mahmoud El Ghoul (1969-1970)
- Tahar Boussemme (1970-1971)
- Hédi Attia (1971-1973)
- Moncef Belkhiria (1973-1979)
- Mohamed Laâbidi (1979-1980)
- Abdelhakim Tekaya (1980-1981)
- Mohamed Fadhel Khelil (1981-1982)
- Salem Mansouri (1982-1984)
- Mustapha Badreddine (1984-1986)
- Mohamed Habib Gharbi (1986-1987)
- Moncef Ben Gharbia (1987-1988)
- Mohamed Saad (1988-1989)
- Mohamed Marzougui (1989-1990)
- Moncef Balti (1990-1991)
- Boubaker Ben Kraïem (1991-1992)
- Béchir Mejdoub (1992-1995)
- Saâd Hajji (1995-1996)
- Mustapha Karbia (1996-2000)
- Jamaleddine Bouslimi (2000-2002)
- Chabib Daly (2002-2005)
- Kamel Somaï (2005-2006)
- Kamel Labassi (2006-2008)
- Mohamed Mzoughi Belkhiria (2008-2009)
- Hatem Laâmari (2009-2011)
- Néjib Tlijani (2011-24 mars 2012)
- Abdelkader Trabelsi (24 mars 2012-28 février 2014)
- Tahar Matmati (28 février 2014[3]-22 août 2015)
- Radhouane Ayara (22 août 2015[4]-16 septembre 2016)
- Chedly Bouallegue (16 septembre 2016[5]-29 octobre 2017)
- Mnaouer Ouertani (29 octobre 2017[6]-22 novembre 2019)
- Mokhtar Nefzi (22 novembre 2019[7]-30 octobre 2022[8])
- Walid Kabbia (depuis le 8 septembre 2024[9])

### Maires
Voici la liste des maires des douze municipalités du gouvernorat du Kef dont les conseils municipaux ont été élus le 6 mai 2018 et présidés par les maires suivants :
- Dahmani : Tarak Sahli[10]
- Jérissa : Lamine Salmani[11]
- El Ksour : Ramzi Krichi[10]
- Kalâat Khasba : Hamza Chikhaoui[11]
- Kalaat Senan : Hana Amri[12]
- Le Kef : Amor Idoudi[13]
- Menzel Salem : Hanan Othmani[14]
- Nebeur : Ramzi Dachraoui[15]
- Sakiet Sidi Youssef : Mohamed Ouled Karia[16]
- Le Sers : Adel Ayari[15]
- Tajerouine : Tarak Jallali[14]
- Touiref : Nabil Garchi[15]

## Économie

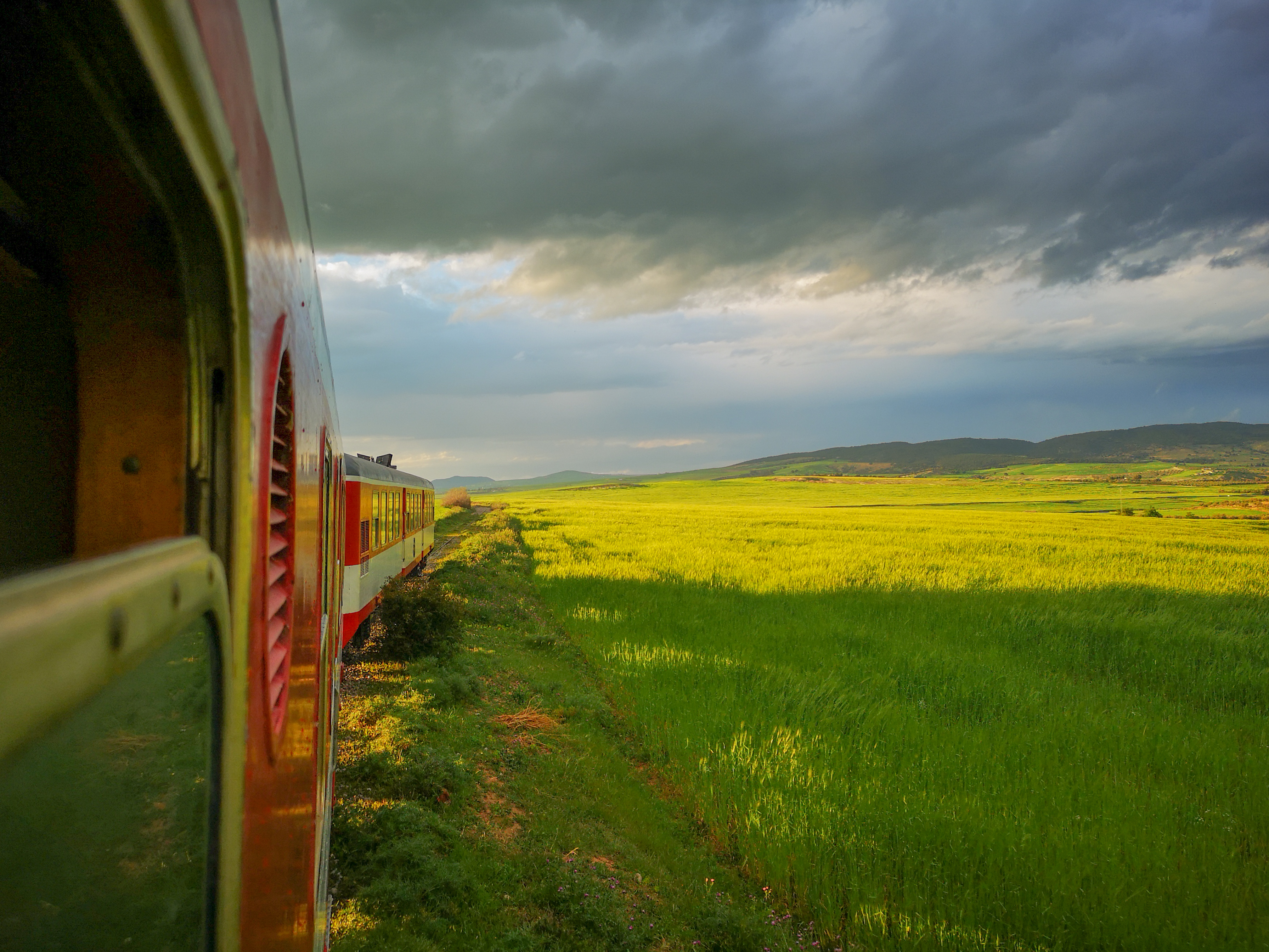
Cultures dans le gouvernorat du Kef.

La région est essentiellement agricole et minière. Les terres agricoles, dont la superficie représente 98 % de la superficie totale du gouvernorat, sont vastes et fertiles (485 153 hectares dont 102 215 de forêts et 337 489 de terres agricoles), ce qui lui permet de contribuer à hauteur de 4,9 % à la production agricole nationale :
- 12,2 % de la production céréalière ;
- 6,8 % de la production de viandes rouges ;
- 3,4 % de la production de lait ;
- 5,7 % de la production de légumes ;
- 8,4 % de la production de produits forestiers (estimée à 20 000 m3 de bois).

La population active de la région est estimé à 59 421 personnes. Le secteur de l'agriculture est le premier pourvoyeur d'emplois de la région. Quant à l'industrie, elle emploie 4 601 salariés qui travaillent dans 181 entreprises. Avec près de 928 salariés, les industries des matériaux de construction constituent la principale activité industrielle du gouvernorat mais c'est l'agroalimentaire qui domine le secteur (47,4 % des entreprises) constitué notamment par de micro-entreprises. 
Au cours de la dernière décennie, le potentiel minier du gouvernorat du Kef se concentre dans la mine de Bougrine, l'ouverture de cette mine ayant permis d'accroître les quantités extraites de 38 930 tonnes à 363 690 tonnes. Dans le même temps, la production de minerais métalliques non-ferreux progresse de 1 440 tonnes à 86 450 tonnes dont 76 560 tonnes de zinc et 9 890 de plomb.
Malgré ses atouts, le gouvernorat du Kef présente le deuxième taux de pauvreté le plus élevé du pays, à hauteur de 33,1 %. Cela encourage la population à migrer vers d'autres gouvernorats plus riches, d'où un taux de croissance démographique négatif.

## Sites archéologiques
- Althiburos, Medeina
- Assuras, Zanfour
- Aubuzza, Aïn Jezza
- Masculula, Guergour
- Sicca, Le Kef
- Table de Jugurtha

## Sport
- Olympique du Kef
- Institut supérieur du sport et de l'éducation physique du Kef
- Avenir sportif keffois de Barnoussa
- Club sportif keffois
- Club sportif de Sakiet Sidi Youssef
- Club sportif de Dahmani
- Étoile sportive de Tajerouine
- Football Club de Jérissa
- Safia Sport Ksour
- Union sportive de Kalaat Senan